# 馆陶站
馆陶站，位于中华人民共和国河北省邯郸市馆陶县馆陶镇，是邯济铁路上的火车站，建于1997年，2014年12月10日邯济铁路开通客运，但本站并无列车办理客运业务。本站现由北京铁路局管辖。

## 歷史
- 建于1997年。

## 外部連結
- 中国铁路客户服务中心 （页面存档备份，存于）